# أحمد (سلطان بروناي الثاني)
السلطان أحمد (ولد عام 1338 – توفي نحو عام 1425)، المعروف أيضًا باسم ڤاتي برباي، هو ثاني سلاطين بروناي، حكم السلطنة منذ عام 1402 وحتى وفاته في عام 1425. يُعتقد أنه الابن الأكبر لـدوا أماس كايانغان، وشقيق السلطان الأول أوانغ ألاك بيتاتار، المعروف لاحقًا باسم محمد شاه.
اتخذت المملكة في عهده اسم بروناي رسميًا، مما جعل العديد من الروايات تنسب إليه تأسيس الدولة بمفهومها التاريخي، خاصة في شِعر أوانغ سماون، الذي يُعد من أبرز المصادر الأدبية التاريخية المحلية. كما تشير الروايات التاريخية إلى أن التعليم الإسلامي، الذي بدأ في عهد سلفه، قد استمر وتطوّر خلال فترة حكمه، مما ساهم في ترسيخ الهوية الإسلامية للسلطنة في مراحلها المبكرة.